# بورلينغتون هاوس
بيرلينجتون هاوس هو مبنى في بيكاديلي. كان في الأصل قصرًا خاصًا بالعمارة البالادية مملوكًا من قبل إيرلز بيرلينجتون ووسع في منتصف القرن التاسع عشر بعد أن اشترته الحكومة البريطانية. تحتل الأكاديمية الملكية للفنون وخمس جمعيات علمية جزءًا كبيرًا من المبنى.

## تاريخ
كان المنزل واحدًا من أقدم المساكن الخاصة الكبيرة جدًا التي بنيت على الجانب الشمالي من بيكاديللي التي كانت في السابق ممرًا ريفيًا من ستينيات القرن السادس عشر فصاعدًا. بدأت النسخة الأولى من قبل السير جون دينهام في حوالي عام 1664. كان قصرًا من الطوب الأحمر ذو كومة مزدوجة مسقوفة بالورك مع مركز راحة ، نموذجي على طراز ذلك الوقت أو ربما حتى الطراز القديم قليلاً. ربما يكون دينهام قد عمل كمهندس معماري خاص به أو ربما يكون قد وظف هيو ماي الذي شارك بالتأكيد في البناء بعد بيع المنزل في حالة غير مكتملة في عام 1667 إلى ريتشارد بويل، إيرل بيرلينجتون الأول الذي اشتق اسمه منه. أكمل بيرلينجتون المنزل والذي كان أكبر مبنى على أرضه، بيرلينجتون إستيت.